# إتش تي سي ديزاير 510
إتش تي سي ديزاير 510، (بالإنجليزية: HTC Desire 510)‏ هو هاتف ذكي يعمل بنظام أندرويد، أنتجته شركة إتش تي سي في أكتوبر من العام 2014.

## المواصفات

### الشاشة
قياس شاشة الجهاز هو 4.7 بوصات، وبتقنية عرض هي TFT، ودقة العرض تساوي 480x854 بكسل، وكثافة الشاشة تساوي 208 بوصات في البوصة الواحدة، ولدى الشاشة أجهزة لقياس: التسارع والإضاءة والبعد.

### نظام التشغيل والمعالجة والذاكرة
الجهاز يعمل بنظام تشغيل هو أندرويد 4.4، أما من ناحية المعالجة فالمعالج من نوع كوالكوم بسرعة 1.2 جيجاهرتز، ومعالج الرسوميات فيه هو أدرينو 306 في النسخة المباعة في أوروبا، وأدرينو 305 في النسخة المباعة في الولايات المتحدة. وللجهاز ذاكرة داخلية سعتها 8 جيجابايت، وذاكرة رام سعتها 1 جيجابايت، وهو قابل لإدخال ذاكرة خارجية بسعة 128 جيجابايت.

### الكاميرا
الكاميرا الخلفية للجهاز بدقة 5 ميجابكسل، مع فلاش ودقة تصوير الفيديو 1080 بكسل (Full HD)، والكاميرا الأمامية بدقة 0.3 ميجابكسل، ولكن في بعض النسخ السابقة من هذا الجهاز كانت دقة الكاميرا الأمامية 1.3 ميجابكسل، ولدى الكاميرا ميزة التركيز الآلي، وضبط الآيزو الذي يتحكم بمقدار الإضاءة في الصورة.

### الصوتيات
نظام الوسائط المتعددة في الجهاز هو Android media player، يمكن للجهاز استقبال صيغ مثل: إم بي 3، وMP4، وOGG، وWMV، ويمكنه تسجيل الأصوات.

### الإنترنت
متصفح الإنترنت في الجهاز هو Android Browser، ويحمل تقنية واي فاي، وتقنية موجة الواي فاي التشاركية، ومن تقنيات التراسل: MMS وPOP3.

### الاتصال
جيل الاتصال في الجهاز هو Android Browser، والبلوتوث من الإصدار الرابع، أما اليو إس بي فهو من الإصدار الثاني، كما أن الجهاز قادر على الاتصال هاتفيا بطريقة الفيديو.

### جسم الجهاز
أبعاد الجهاز هي: 10 مليمتر سمكا، و69.8 عرضا، و139.9 مليمتر طولا، وكتلته 158 غرام.

### باقي المواصفات
سعة البطارية 2100 ملي أمبير، يشغل راديو إف إم، ومدخل سماعة الرأس قطره 3.5 مليمتر.